# Monte Elbrus
Il monte Elbrus (in russo Эльбру́с?, Ėl'brús, pronuncia: [elʲˈbɾus]; in caraciai-balcaro Минги тау, Miñi taw, pronuncia: [miŋŋi taw]; in cabardo Ӏуащхьэмахуэ, ʿWaščħămaxuă, pronuncia: [ʔʷaːɕħamaːxʷa]; in georgiano იალბუზი?, Ialbuzi) è la vetta più alta della catena del Caucaso e della Russia, nonché – secondo alcune convenzioni geografiche – dell'Europa. Il nome significa picchi gemelli, per la presenza di due cime quasi uguali per altezza: la cima orientale è alta 5.621 m, quella occidentale (la più elevata) 5.642 m s.l.m. Secondo altri, invece, il nome significa cima conica. Considerato una delle Sette meraviglie della Russia, condivide assieme al Monte Bianco un posto tra le cosiddette Seven Summits del Pianeta.

## Toponimo
Il nome Elbrus è una metatesi di Alborz, termine ripreso dai testi sacri degli zoroastriani, l'Avestā, che designavano una montagna leggendaria con il termine Harā Bərəzaitī che significa "posto di guardia alto". Dopo l'islamizzazione della Persia, avrebbe preso il nome arabizzato di Harborz, divenuto Alborz, imparentato con Elbrus.

## Descrizione
Il Monte Elbrus si trova nella sezione centrale della catena del Caucaso, a circa 65 km a S-SW della città di Kislovodsk, nella repubblica della Cabardino-Balcaria (Russia). Anche se la cresta principale del Caucaso si trova al confine tra Russia e Georgia, le due vette dell'Elbrus sono interamente poste in territorio russo. Geologicamente, è un antico vulcano spento; l'ultima eruzione avvenne approssimativamente 2.000 anni fa ed è coperto da nevi perenni, che alimentano numerosi ghiacciai (da 20 a 50 secondo le diverse fonti).
Seguendo la convenzione che individua lo spartiacque del Caucaso quale limite orientale del continente europeo, il monte Elbrus risulta essere il più alto d'Europa, e pertanto una delle Seven Summits della Terra. Considerando invece come limite orientale del continente europeo la depressione del Kuma-Manyč, la vetta più alta d'Europa è il Monte Bianco.
Gli antichi chiamavano questo monte Strobilus e nella mitologia era considerato il luogo in cui era stato incatenato Prometeo. Gli Arabi lo chiamavano Gebel-as-Suni (il monte delle lingue). Il 17 agosto 1942 vi arrivarono piccole unità naziste, durante l'Operazione Blu mirata alla conquista del Caucaso.

### Attività vulcanica
È considerato un vulcano inattivo, tuttavia sono numerosi i segni della sua attività, soprattutto recente. Il 6 ottobre 1906 la sua vetta era completamente spoglia del manto nevoso e la cosa non mancò di impaurire gli abitanti della zona poiché fu probabilmente dovuta ad un riscaldamento delle rocce dovuto alla risalita di magma; il giorno successivo la neve però ricoprì di nuovo la sommità.
Negli ultimi anni dell'era sovietica i laboratori di geofisica e vulcanologia registrarono una risalita di magma dalle profondità; il monitoraggio del vulcano cessò improvvisamente a metà degli anni '90, a causa dell'interruzione dei sovvenzionamenti statali e gli scienziati malpagati furono costretti a ricercare altri impieghi. I laboratori vennero abbandonati e le apparecchiature scientifiche finirono in disuso. Nei primi anni '90 la risalita del magma avveniva ad una velocità fino a 500 metri all'anno, ma a causa dell'interruzione del monitoraggio vulcanologico non è dato sapere se e quando il vulcano tornerà in attività.

## Alpinismo

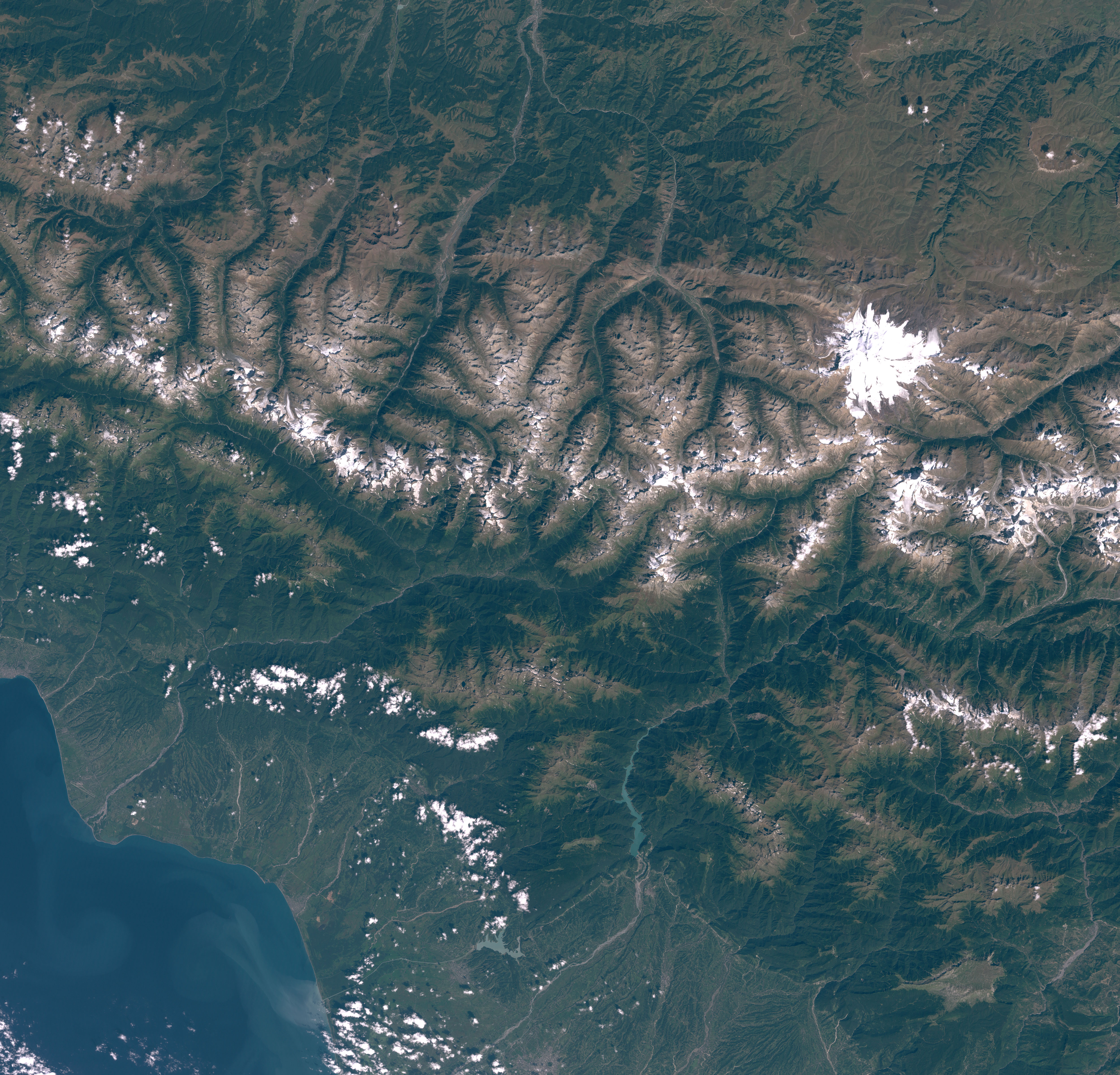
Immagine dal satellite del monte Elbrus (12 settembre 2000)

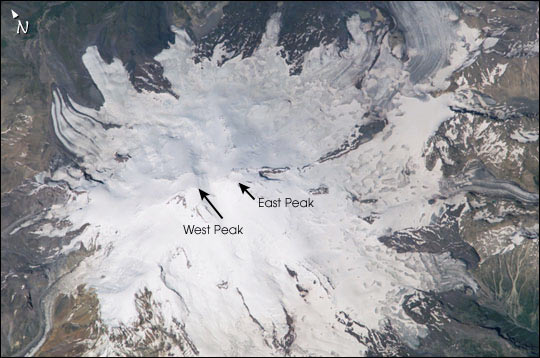
Le due cime dell'Elbrus dal satellite

L'Elbrus in 3D

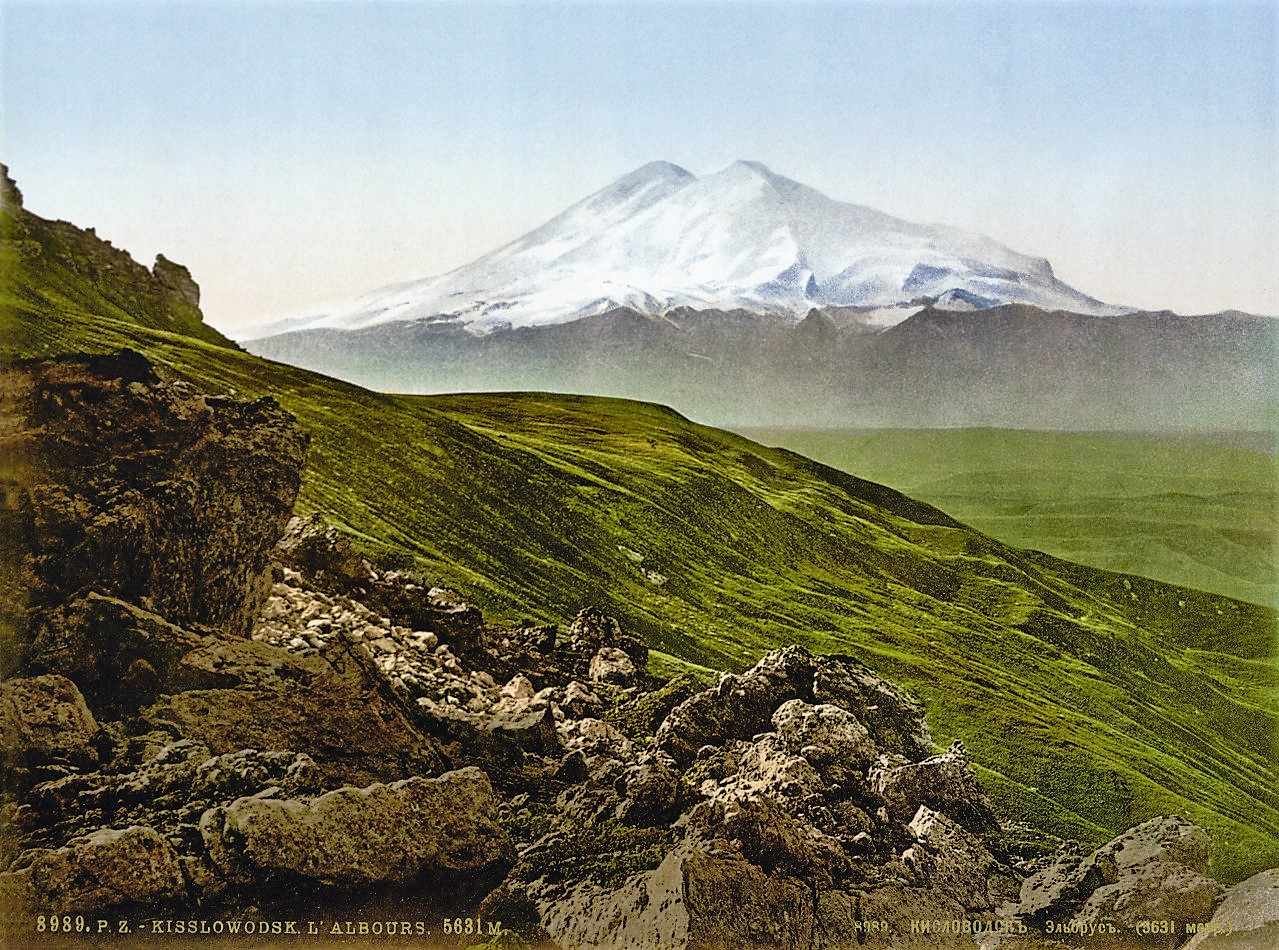
Monte Elbrus da Kivlodosk (cartolina del XIX secolo)

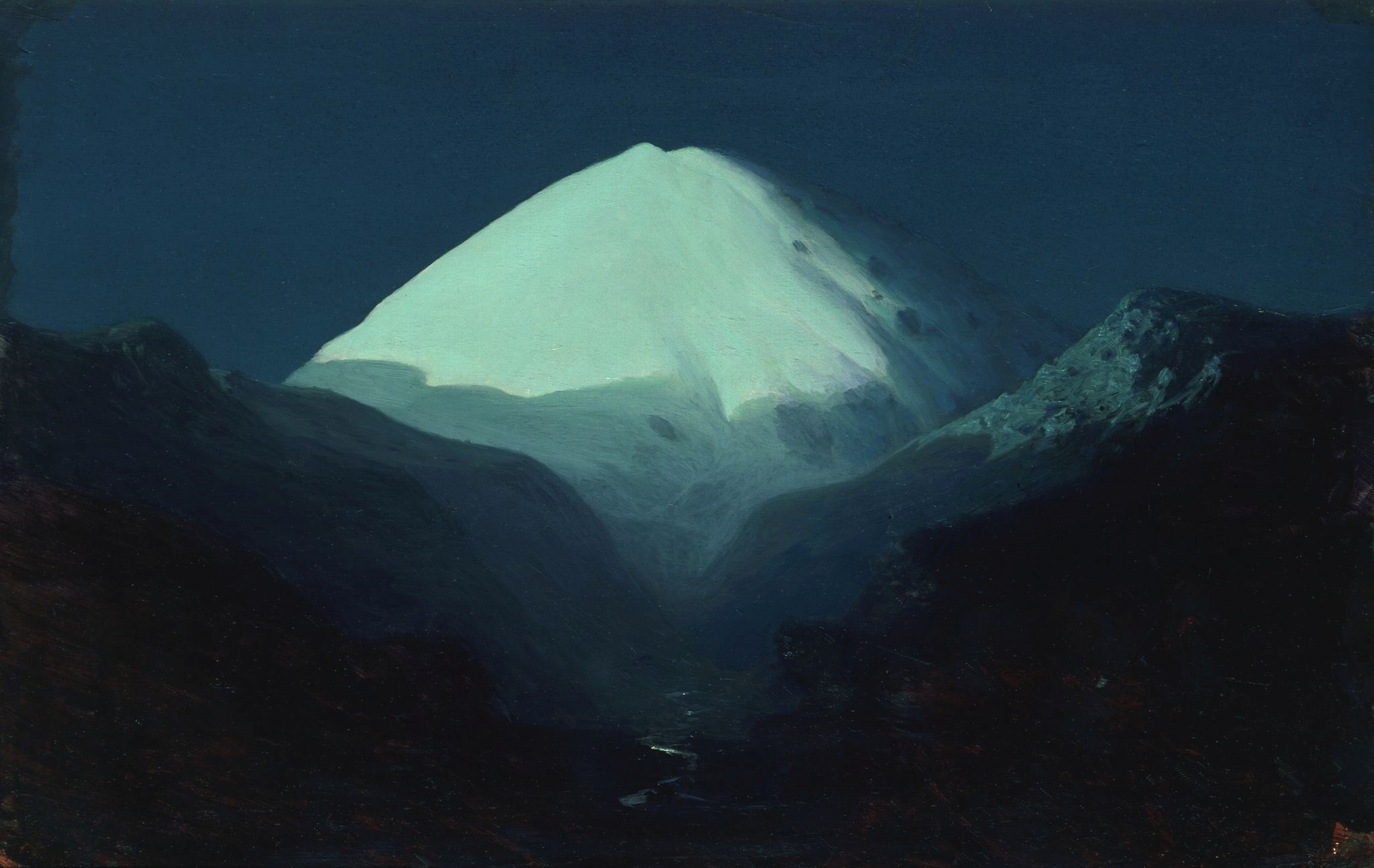
Il monte Elbrus 1890-1895

La prima ascensione della vetta ovest, la più alta, fu compiuta il 28 luglio 1874 da Florence Crauford Grove, Frederick Gardiner, Horace Walker e la guida Peter Knubel. La cima est, leggermente più bassa (5.621 m s.l.m.), fu scalata per la prima volta nel 1829 da una spedizione caracai guidata da Сhilar Сhačirov. I primi alpinisti occidentali a raggiungere la cima est furono gli inglesi Adolphus Warburton Moore, Charles Comyns Tucker e Douglas Freshfield nel 1868.

### Cronoscalate e ascese rapide
Ai tempi dell'Unione Sovietica le ascese rapide dell'Elbrus si svolgevano sui tratti stazione «Mir» — Rifugio 11 e Rifugio 11 — forcella. Nell'ambito di queste competizioni si selezionavano gli alpinisti che avrebbero poi partecipato a spedizioni nell'Himalaya. La montagna era perfettamente conosciuta da tutti gli alpinisti seri, comodamente situata, e abbastanza alta per fare gli allenamenti. Queste competizioni erano molto prestigiose, i partecipanti erano i più forti alpinisti dell'URSS. A quei tempi le scalate sulle cime di categoria «2А» erano considerate come tappe indispensabili della preparazione.
Attualmente l'Elbrus è il centro dell'alpinismo caucasico. Gli alpinisti di molti paesi lo considerano come una vetta piuttosto importante nella loro stagione. La montagna è diventata parte del prestigioso programma internazionale 7 Cime, che prevede l'ascesa di tutte le cime più alte di tutti i continenti. Oggi l'Elbrus è diventato ancora più facile: per raggiungere le falde della montagna non c'è più bisogno di avere un permesso speciale e la strada che passa sulla gola del monte Baksan è sicura e accessibile a tutti. Poco lontano dalla funivia Botte sono situati comodi alberghi, il vecchio Rifugio e una nuova costruzione al di sopra del Rifugio. Tutto questo rende la montagna ancora più accessibile. Giorno dopo giorno i gruppi di alpinisti da tutto il mondo che cercano di salire sull'Elbrus diventano sempre più numerosi. Ma gran parte di queste ascese sono dilettantistiche, gli eventi di grande valore sportivo sono rarissimi. Ma solo 15-20 anni fa i pendii dell'Elbrus erano ancora considerati come preparazione per grandi ambizioni alpinistiche.
Il primo a creare le prospettive per questo tipo di competizioni fu Vladimir Baliberdin. Nell'autunno del 1987 fu proprio lui a organizzare la prima cronoscalata — dal Rifugio 11 fino alla cima orientale. La scelta del periodo della gara (la metà del mese di settembre) non era casuale. Questo periodo è il più adatto per le ascese perché tutto il ghiaccio si è praticamente sciolto e il percorso sulla neve è molto più sicuro rispetto a quello ghiacciato. L'evento si è svolto più volte fino all'anno 1990. L'ultima competizione è stata vinta nel 1990 da Anatolij Bukreev con il tempo di 1 ora e 47 minuti (percorso dal Rifugio 11 alla cima occidentale).
Grazie alla popolarità degli sport estremi, alla crescita del numero di alpinisti che si nota ultimamente in Russia e nei paesi ex-sovietici, alle migliori infrastrutture e all'esperienza delle guide, è stata resa possibile la rinascita delle tradizioni di seri eventi sportivi degli anni passati. Nel 2005 la Russianclimb.com e l'agenzia Top Sport Travel (di cui sono direttori i fratelli Nikolay e Alexey Shustrov, partecipanti alle prime competizioni organizzate da Baliberdin) hanno deciso di organizzare la prima gara ELBRUS RACE dal campo base Botte fino alla cima occidentale (5642 m).
Nel 2006 hanno partecipato alla ELBRUS RACE i migliori atleti: Denis Urubko (Kazakhstan), Sergej Selverstov (Kirgistan), Alexander Kerimov (Kirgizistan), Sergej Surmonin (Russia). Per la prima volta gli sportivi hanno gareggiato sul tracciato con un dislivello di oltre 3000 metri – dalla falda El'brus Azau 2400 m, fino alla cima occidentale 5642 m. Il vincitore è stato l'alpinista kazako Denis Urubko con il tempo eccezionale di 3 ore 55 min. 58 sec., record del mondo assoluto. Altri partecipanti hanno affrontato il tracciato da Garabaši (3900 m) alla cima occidentale (5642 m). Fra le donne il miglior tempo è stato realizzato da Svetlana Šaripova (Kazakhistan) - 3 ore 21 min. 29 sec.
La successiva competizione del 2007 si è svolta ugualmente sui due tracciati – lungo e corto. Il vincitore sul tracciato lungo è stato Semen Dvorničenko (Kirgisia), col tempo di 4 ore e 18 minuti. Il miglior tempo sul tracciato corto è stato quello di Roman Gubaev (Russia) con 2 ore e 51 minuti. La popolarità della competizione sta notevolmente crescendo. Oggi www.elbrusrace.ru è diventato un importante evento internazionale.

## Altri nomi locali
- Miñi-Tau (Минги-Тау) — "Montagna Eterna"
- Džin-Padišach (Джин-падишах) — un altro nome turco
- Al'bar, Al'bors (Альбар, Альборс) — "Elevato" (iraniano)
- Jalbuzi, Jalbuz (იალბუზი, Ялбуз) — "Criniera di Neve" (georgiano)
- Urjušgljumos (Урюшглюмос) — "Monte di un giorno"
- Kuskamaf' (Кускамафь) — "Monte della Felicità"
- Šat, Šat-gora (Шат, Шат-гора)